# ديميتري تشيسنوكوف
ديميتري تشيسنوكوف (بالروسية: Чесноков, Дмитрий Юрьевич)‏ هو لاعب كرة قدم روسي في مركز الهجوم، ولد في 26 أبريل 1973، وتوفي في 14 ديسمبر 2019. لعب مع نادي ساتورن رامنسكوي.